# زاربورگ
شهر زاربورگ (به آلمانی: Saarburg) در ایالت راینلند-فالتز در کشور آلمان واقع شده‌است.